# Олимпийская ассоциация Багамских Островов
Олимпийская ассоциация Багамских Островов (англ. Bahamas Olympic Association) — организация, представляющая Багамские Острова в международном олимпийском движении. Основана и зарегистрирована в МОК в 1952 году.
Штаб-квартира расположена в Нассау. Является членом Международного олимпийского комитета, Панамериканской спортивной организации и других международных спортивных организаций. Осуществляет деятельность по развитию спорта на Багамских Островах.